# Rafaela Alimentos
Rafaela Alimentos S.A. es una empresa argentina, fundada en 1915, que se especializa en la producción de fiambres, carne vacuna y porcina. Se ubicada en la localidad de Rafaela, provincia de Santa Fe. La empresa acompañó el crecimiento y expansión de la ciudad de Rafaela, la cual se destaca por su nivel de actividades agro ganadera e industrial.
En la actualidad, Rafaela Alimentos SA exporta sus productos a países de la Unión Europea, Brasil, China, Hong Kong, Suiza, Bosnia, Sudáfrica y Rusia.

## Historia
En 1915, Luis Fasoli, inmigrante del norte de Italia, fundó el frigorífico Rafaela Alimentos SA, más conocida como Lario. Comenzó elaborando productos de un modo artesanal, utilizando recetas originarias de Italia.
Durante muchos años, la industria frigorífica tuvo un vertiginoso crecimiento, se constituyó en una fuente de trabajo importante por la cantidad de obreros que requería toda la cadena de elaboración de fiambres.
En 1943, Rafaela Alimentos SA emprende la construcción de un edificio, en un predio de 60 mil metros cuadrados de superficie industrial.
En 1944 comienza a exportar carne a los Estados Unidos, a partir de la creciente demanda de alimentos generada por la Segunda Guerra Mundial.
En 1956 fallece Luis Fasoli, 44 años de su llegada a Rafaela.
En la década del 90, la compañía realiza grandes inversiones, tanto en tecnología como en infraestructura.
En 1997 adquiere la planta de producción de Casilda, con lo cual amplía su capacidad de producción para exportar fiambres y carnes.
En 2013, tras efectuar una millonaria inversión para ampliar la capacidad de producción de sus plantas de Rafaela y Casilda, la compañía pasó de elaborar 1,7 millón de kilos de fiambres por mes a 2,2 (un 25%).
En la actualidad, Rafaela Alimentos SA sigue en manos de la familia, está a cargo de tres hermanos, cada uno de los cuales tiene una tercera parte de la compañía y componen el directorio. Emplea a 1362 personas.
Certifican la empresa con normas de calidad ISO 9001, brindando garantías de higiene y seguridad a sus clientes, cumpliendo así los requisitos sanitarios exigidos. Emplean, además, el Sistema de Análisis de Riesgo y Puntos Críticos de Control –HACCP– y sus prerrequisitos GMP, SSOPs y SOP.

## Plantas
La empresa dispone de dos plantas productoras:
- Planta ubicada en Rafaela, Santa Fe, emplea 780 personas y tiene 70 mil metros cuadrados.
- Planta ubicada en Casilda, tiene 19 mil metros cuadrados, se encarga de la producción que se exporta.
- Criadero porcino.
- Planta de tratamiento de efluentes, que contribuye a reducir el impacto ambiental.

## Productos y marcas
Rafaela Alimentos SA cuenta con tres líneas de productos:
- Fiambres: elaborados con recetas originales de la gastronomía italiana. La línea de productos incluye: salames, bondiolas, pancetas, jamones crudos y cocidos, mortadelas, salchichas y lomos cocidos.
- Carne vacuna: cortes enfriados y congelados que abastecen al mercado interno y externo.
- Carne de cerdo: cortes congelados de animales con genética Choice Genetics.

La empresa posee 4 marcas:
- Lario
- Lario línea Rafaela
- 66
- Rafaela Alimentos